# Chemnitzbach
Der Chemnitzbach ist ein etwa 16 km langer, linker Nebenfluss der Freiberger Mulde im sächsischen Erzgebirge.

## Verlauf
Der Bach entspringt am westlichen Ortsende von Friedebach, kurz vor Sayda, und durchfließt diesen Ort in voller Länge. Dann wendet er sich nach Norden Richtung Dorfchemnitz. Auf halber Strecke fließt ihm von links der Voigtsdorfer Bach zu. Wie Friedebach wurde auch Dorfchemnitz als Reihendorf längs des Baches angelegt. In Mulda/Sa. mündet er dann in die Freiberger Mulde.

## Besonderheiten

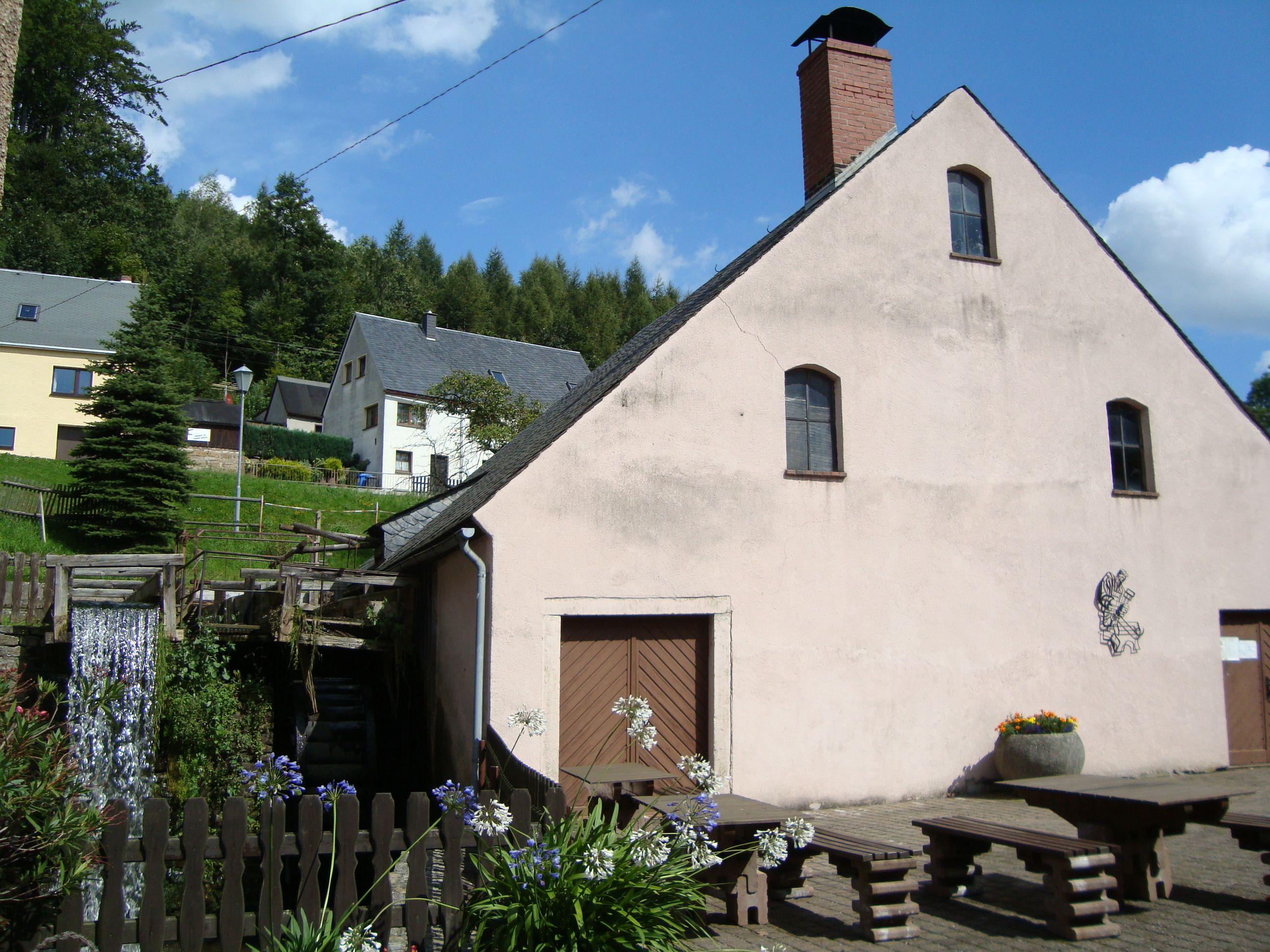
Der Eisenhammer Dorfchemnitz nutzte den Chemnitzbach als Aufschlagwasser

In Dorfchemnitz nutzte der Eisenhammer Dorfchemnitz, der magnetitische Eisenerze aufbereitete, den Chemnitzbach als Aufschlagwasser.
Die Talwiesen zwischen Dorfchemnitz und Mulda sind Teil des FFH-Gebiets Oberes Freiberger Muldetal. Die Sumpf- und Niedermoorflächen sind durch eine große Artenvielfalt gekennzeichnet. Hier kommen Akelei-Wiesenraute, Bach-Nelkenwurz, Hohe Schlüsselblume, Fieberklee, Kleiner Baldrian und Sumpf-Blutauge vor. Auf den bewirtschafteten Trockenwiesen sind Kuckucks-Lichtnelke, Wiesen-Knöterich, Verschiedenblättrige Kratzdistel, Scharfer Hahnenfuß und Sumpf-Kratzdistel zu beobachten. Zu erwähnen sind auch der Haselwurz und das Ausdauernde Bingelkraut.
Bemerkenswert sind die Vorkommen von Westgroppe und Bachneunauge, die auf sauberes Wasser und wenig ausgebaute Fließgewässer angewiesen sind. Auch der in Sachsen vom Aussterben bedrohte Edelkrebs sowie Fischotter sind zu beobachten.
Das Tal des Chemnitzbachs ist auch verkehrstechnisch erschlossen. Zwischen 1897 und 1966 verkehrte hier die Schmalspurbahn Mulda–Sayda, die mehrfach den Bach überquerte. Auf der gesamten Länge wird der Bachlauf durch eine Straße begleitet.
Wegen wiederkehrender Hochwasser in Mulda ist geplant, ein „grünes“ Hochwasserrückhaltebecken zu errichten, dass nur bei Hochwasser eingestaut wird.